# Louis Ducos du Hauron
Louis Arthur Ducos du Hauron, né à Langon le 8 décembre 1837 et mort à Agen le 31 août 1920, est l'un des inventeurs de la photographie en couleurs en 1868 avec Charles Cros.
Il déposa plusieurs brevets sur la reproduction des sons et des images. Mais il est surtout connu pour avoir inventé la trichromie (procédé de photographie et d'impression polychrome), pour la photographie en couleurs. Il a également perfectionné la technologie des anaglyphes (et leur a donné ce nom), ces images qui restituent l'impression de relief quand on les regarde au travers de lunettes verte-rouge.
En 2018, l'analyse d'échantillons de ses photographies à l'European Synchrotron Radiation Facility caractérise la composition chimique de celles-ci en révélant ses techniques et les constituants utilisés comme des pigments, de la gélatine bichromatée, du collodion ou encore de la résine.

## Biographie

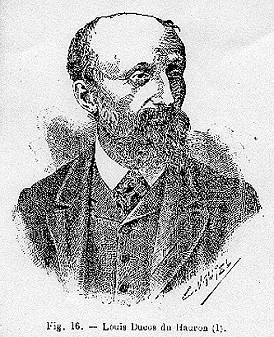
Louis Ducos du Hauron.

La famille Ducos du Hauron est originaire d’Agen. Son père, Jérôme, est fonctionnaire des contributions indirectes, en poste à Langon. Louis ne fréquente pas l’école mais est instruit par des précepteurs. Il s’intéresse aux arts, à la peinture et joue remarquablement du piano (il entretiendra une correspondance suivie avec Camille Saint-Saëns). Mais il est surtout passionné par les sciences physiques et notamment l’optique et les couleurs, en lien avec son goût pour la peinture. Dans le même ordre d’idées, il s’intéresse à la photographie naissante et cherche à réaliser des photographies en couleurs, sur un plan plus théorique que pratique.
À l’âge de vingt-deux ans, il présente devant la Société des arts et sciences d’Agen un mémoire sur l’Étude des sensations lumineuses.
Entretenu par son père qui encourage ses recherches, puis à la mort de celui-ci, par son frère aîné Alcide, il n’a pas d’emploi salarié mais se consacre entièrement à ses découvertes sans en tirer de véritable profit financier.
Suivant son frère dans ses diverses affectations, il réside successivement à Auch, à Lectoure, à Agen. Il adopte le principe énoncé par l’Anglais Maxwell sur la trichromie pour la reproduction des couleurs. Se basant sur la théorie de Maxwell, le photographe Thomas Sutton a réalisé en 1861 une photographie en couleurs visible seulement en projection, sur la base de la synthèse additive, mais il n’est pas parvenu à obtenir une image stable sur papier. De son côté, Ducos du Hauron emploie la synthèse soustractive : utilisation des trois couleurs primaires bleu, jaune et rouge, obtenues par trois prises de vues successives au travers de trois filtres de couleurs complémentaires (respectivement orangé, violet et vert), chacune sélectionnant la couleur voulue. Chaque photographie est tirée dans la couleur correspondante sur un support transparent, la superposition des trois donnant une image en couleurs comme un vitrail, ou imprimée sur papier. Si le principe est simple, on se heurte aux difficultés techniques : faible sensibilité des plaques, longueur des poses (souvent plusieurs heures), couleurs des filtres, stabilité des pigments, impression des nuances limitée à la phototypie ou ses équivalents, etc.
En 1868 à Lectoure, Ducos du Hauron travaille avec l’assistance d’un pharmacien local. Il dépose un brevet sur son invention. L’année suivante, il présente son invention devant l’Académie des sciences. À la même séance, un autre inventeur présente un projet identique, il s’agit de Charles Cros, chacun de son côté ayant abouti à des conclusions similaires. S’ensuit un débat pour déterminer qui a l’antériorité de l’idée. Charles Cros ayant déposé un pli scellé en 1867, mais il est établi que les recherches de Ducos du Hauron remontent à au moins dix années auparavant. Il n’y a pas de rivalité entre les deux hommes.

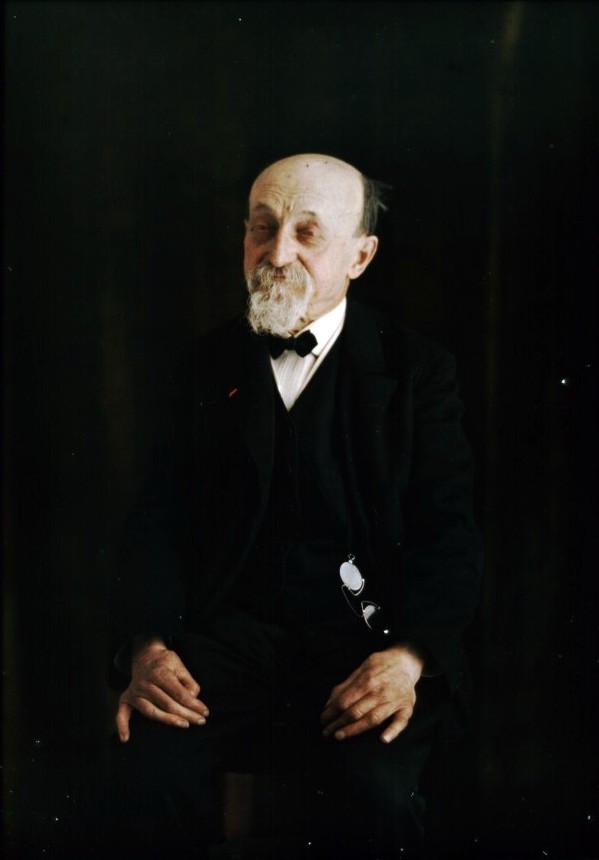
Louis Ducos du Hauron, photographié en autochrome en 1910. L'Autochrome des Frères Lumière est issue d'un processus d'une des différentes méthodes de photographie qu'il breveta en 1868.

Il dépose plusieurs brevets qui énoncent ce que sera le futur cinématographe des frères Lumière : succession d’images projetées sur un écran devant des spectateurs, effets de ralenti, d’accéléré ou de marche arrière, films enroulés sur des bobines et munis de perforations pour l’entraînement. Il envisage le dessin animé. Mais au moment où il décrit ces principes, la technologie n’est pas encore suffisamment avancée pour en permettre une mise en pratique.
En 1870, Alcide Ducos du Hauron est nommé juge à Agen. Louis réalise des vues en extérieur, paysages d’Agen et aussi des vues de Lourdes.
Il a fabriqué un appareil de prises de vues à triple objectif, chacun muni de son filtre couleur, qui lui permet d’obtenir simultanément les trois sélections trichromes.
En 1874, il dépose le brevet du mélanochromoscope, appareil photographique à objectif unique permettent, via deux miroirs semi-transparents, un miroir normal et trois filtres colorés, d’impressionner sur une seule plaque trois vues de 35 × 35 mm, correspondant à chaque couleur primaire. Le même appareil permet de visualiser une image en couleurs à partir de plaques positives.
Il présente à l’exposition universelle de 1878 une collection importante de ses réalisations. L’imprimeur et photographe allemand Joseph Albert, de Munich, lui propose de venir travailler chez lui, mais Ducos du Hauron, par patriotisme, refuse.
Louis Ducos du Hauron réalise en 1879 une des premières épreuves en trichromie, intitulée « Vase au bégonia, verre de vin et tulipe ».
En 1881, il suit toujours son frère Alcide, nommé conseiller à la cour d’appel d’Alger.
En 1900, Alcide prend sa retraite et ils regagnent Paris.
Cette même année, il reçoit la médaille du progrès de la Royal Photographic Society.
Après la mort d’Alcide en 1909, Louis Ducos du Hauron vit à Savigny-sur-Orge, avant de revenir dans la région agenaise.

## Distinctions
- Chevalier de la Légion d'honneur (décret du 1er novembre 1912)[6]. Il est fait chevalier par Paul Nadar le 16 novembre 1912.

## Publications
- Les couleurs en photographie : Solution du problème, Paris, A. Marion éditeur, 1869, 57 p. (lire en ligne).

- avec Alcide Ducos du Hauron :
  - Traité pratique de photographie des couleurs : Système d'héliochromie de Louis Ducos du Huron, Paris, Librairie Gauthier-Villars, 1878, VIII-108 p. (lire en ligne).

- Ouvrages d'Alcide Ducos du Hauron :
  - La triplice photographique des couleurs et l’imprimerie : système de photochromographie Louis Ducos Du Hauron, Paris, Gauthier-Villars et fils, coll. « Bibliothèque photographique », 1897, VI-488 p.
  - La photographie des couleurs et les découvertes de Louis Ducos du Hauron, Paris, A.-L. Guyot, 1898, 186 p. (lire en ligne).

## Galerie

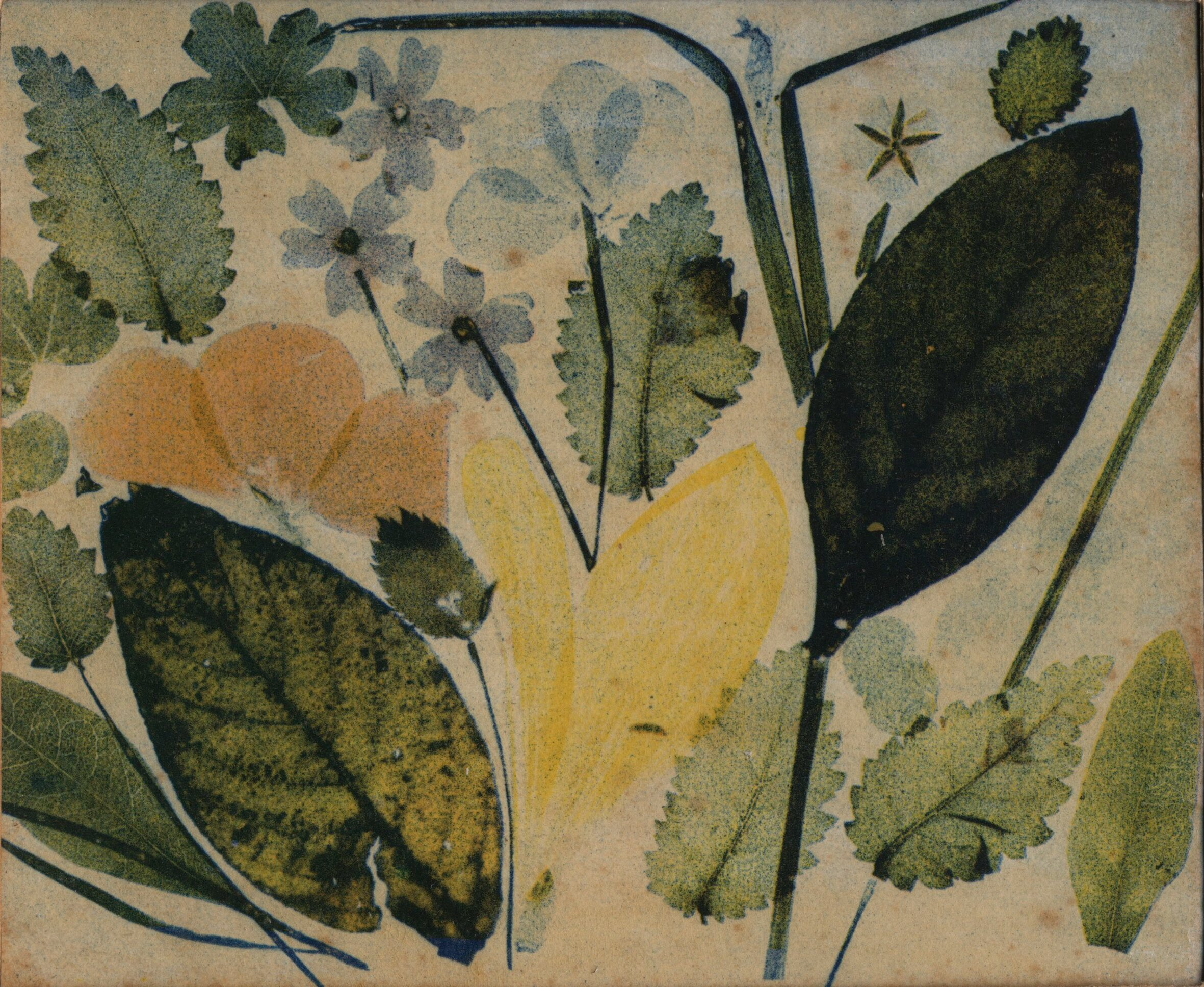
Feuilles et fleurs, impression directe, 1869.
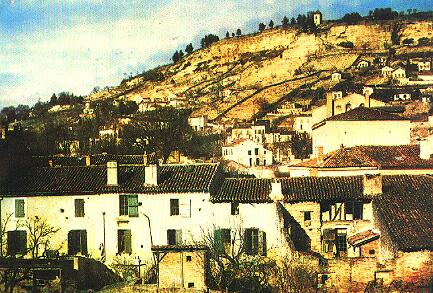
Vue d’Agen, 1874-1876.
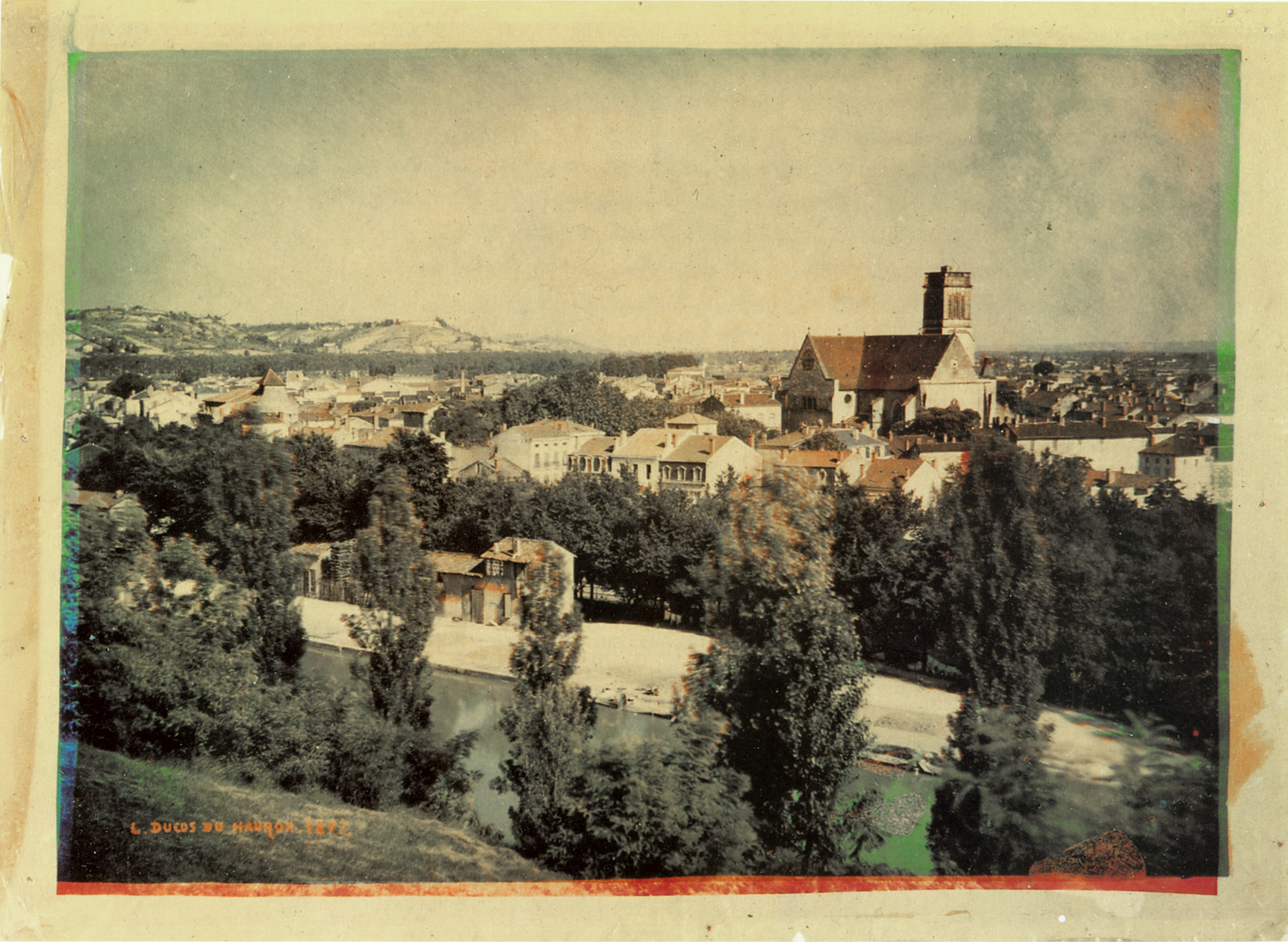
Agen, 1877.
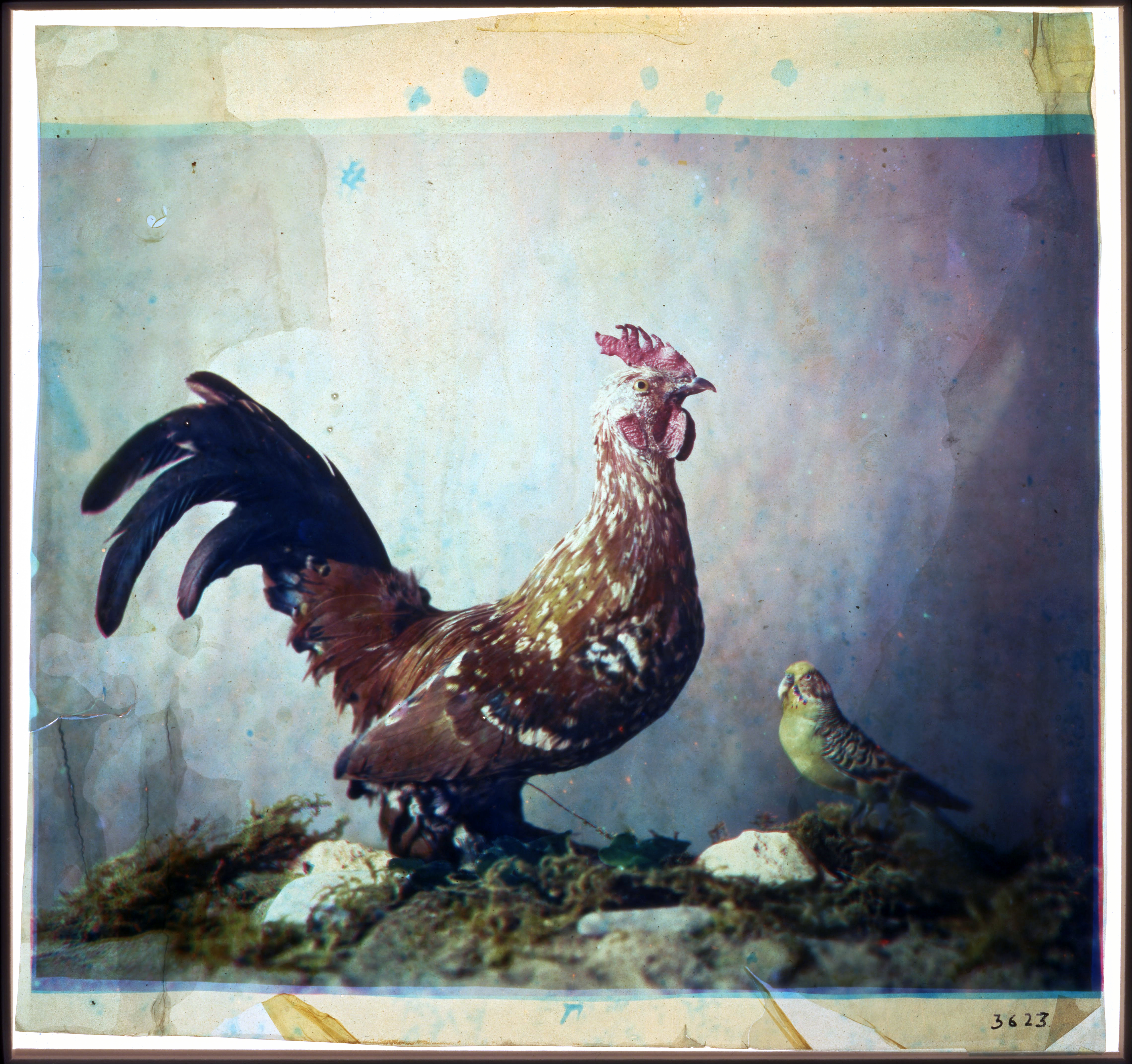
Nature morte au Coq, 1879.